# Іщенко Наталія Сергіївна
Наталія Сергіївна Іщенко  (рос. Наталия Сергеевна Ищенко, 8 квітня 1986) — російська спортсменка, спеціалістка з синхронного плавання, олімпійська чемпіонка.

## Виступи на Олімпіадах
| Олімпіада           | Дисципліна | Місце |
| ------------------- | ---------- | ----- |
| Пекін 2008          | командні   | 1     |
| Лондон 2012         | командні   | 1     |
| Лондон 2012         | дует       | 1     |
| Ріо-де-Жанейро 2016 | командні   | 1     |
| Ріо-де-Жанейро 2016 | дует       | 1     |